# Oxford (Maine)
Oxford és una població dels Estats Units a l'estat de Maine (EUA). Segons el cens del 2000 tenia 3.960 habitants.

## Demografia
Segons el cens del 2000, Oxford tenia 3.960 habitants, 1.487 habitatges, i 1.094 famílies. La densitat de població era de 39,5 habitants/km².
Dels 1.487 habitatges en un 36% hi vivien nens de menys de 18 anys, en un 58,8% hi vivien parelles casades, en un 9,1% dones solteres, i en un 26,4% no eren unitats familiars. En el 19% dels habitatges hi vivien persones soles el 8,2% de les quals corresponia a persones de 65 anys o més que vivien soles. El nombre mitjà de persones vivint en cada habitatge era de 2,66 i el nombre mitjà de persones que vivien en cada família era de 3.
Per edats la població es repartia de la següent manera: un 26,5% tenia menys de 18 anys, un 6,6% entre 18 i 24, un 30,4% entre 25 i 44, un 24,4% de 45 a 60 i un 12,1% 65 anys o més.
L'edat mediana era de 38 anys. Per cada 100 dones de 18 o més anys hi havia 94,5 homes.
La renda mediana per habitatge era de 36.670 $ i la renda mediana per família de 38.438 $. Els homes tenien una renda mediana de 27.957 $ mentre que les dones 20.392 $. La renda per capita de la població era de 15.480 $. Entorn del 2,8% de les famílies i el 7,1% de la població estaven per davall del llindar de pobresa.

## Poblacions més properes
El següent diagrama mostra les poblacions més properes.